# 小池晃広
小池 晃広（こいけ あきひろ、1998年11月17日 - ）は、愛知県名古屋市出身のサッカー選手。ポジションはMF。
兄の小池雄大もサッカー選手。

## クラブ歴
米沢中央高等学校時代にはADIDAS CUP 2016に参加した。高校卒業後は同志社大学に進学した。
大学卒業後はリトアニア・AリーガのFCジュガス・テルシェイに入団。兄・雄大とチームメイトになった。2021年4月8日の試合で兄との交代で途中出場し選手初出場を記録するも、同年夏に一身上の都合で退団した。
2021年末にパッターニーFCに加入。翌年夏にウドーンターニー・ユナイテッドFCに完全移籍した。
2023年にリトアニアに戻り、FKアトモスフェラに完全移籍した。同年夏に香港プレミアリーグの深水埗体育会足球隊に移籍、翌年に同リーグ所属の香港足球会に移籍した。
2024年夏にFKベオグラードに移籍し、兄と再びチームメイトになった。